# Чан Гуан-ван
Чан Гуан-ван (кит. трад.: 長廣王; піньїнь: Changguangvan, 509 —532) — 12-й імператор Північної Вей у 530—531 роках.

## Життєпис
Походив з династії Юань (Тоба). Другий син Юань Ї, губернатора області Шаньшань у Турфанській оазі (сучасний Синьцзян). При народженні отримав ім'я Є. Тітка була одружена з впливовим військовиком Ерчжу Жуні. У 528 році імператор Сяо Чжуан-ді зробив його ваном (князем) Чан Гуаном та губернатором провінції Бін (центральна частина сучасної провінції Шаньсі).
У 530 році після вбивства імператором Ерчжу Жуна його сини та родичы оголосили Юань Є новим іммператором. Через 2 місяці було захоплено столицю Лоян. Зрештою Сяо Чжуан-ді було вбито, а Чан Гуан-ван посів трон. Втім невдовзі, 531 року, військовик Ерчжу Чжао змусив імператора зректися трону, поставивши імператором Юань Гуна як Цзе Мінь-ді.
Після зречення отримав від нового володаря титул вана Дунхай, зберігши поважний статус при імператорському дворі. Це тривало до 532 року, коли новий імператор Сяо У-ді наказав стратити численних представників династії, серед яких був й Чан Гуан-ван.

## Девіз правління
- Цзяньмін (建明) 531